# غبر الاسفل (ناطع)

تعديل مصدري - تعديل

غبر الاسفل هي إحدى قرى عزلة ذمسنومة بمديرية ناطع التابعة لمحافظة البيضاء، بلغ تعداد سكانها 131 نسمة حسب تعداد اليمن لعام 2004.